# Tomoo Handa
Tomoo Handa (Utsunomia, 1906 --- Atibaia, 1996) foi um pintor e professor nascido no Japão e que imigrou para o Brasil onde permaneceu pelo restante de seus dias.

## Vida
Tommo nasceu em Utsunomia em 1906. Chegou com a família em Porto Martins, interior de São Paulo, em 1917. Seguiu à fazenda Santo Antônio, próxima a Botucatu, para trabalhar na lavoura de café. Em 1921, transferiu-se à capital, onde iniciou sua formação artística na Escola Profissional Masculina do Brás, entre 1927 e 1929. Cursou a Escola de Belas Artes de São Paulo de 1932 a 1935, onde recebeu orientação de Lopes de Leão (1889–1964). Fundou com outros artistas, em 1935, o Grupo Seibi, que visava partilhar experiências e estimular debates artísticos, em encontros semanais entre pintores nipo-brasileiros. Em 1936, realizou sua primeira mostra individual no Nippon Club, e neste mesmo ano conquistou reconhecimento fora de sua comunidade, recebendo menção honrosa no Salão Paulista de Belas-Artes. Participou também de outros importantes grupos da colônia japonesa, como o Grupo Jacaré ou dos 15, entre 1948 e 1949, e o Grupo Guanabara, de 1950 a 1959. Integrou as cinco exposições coletivas realizadas pelo Grupo Guanabara, na Galeria Domus, em São Paulo (1950, 1951, 1953, 1958, 1959). Participou da 1ª Bienal Internacional de São Paulo, em 1951, do 1º Salão de Arte Moderna de São Paulo e do 1º Salão de Arte Moderna do Rio de Janeiro, ambos em 1952. É um dos realizadores do 1º Salão de Arte da Colônia Japonesa em São Paulo, em 1952. Após sua morte, em 1996, em Atibaia, foi realizada a exposição Retrospectiva de Tomoo Handa, no Museu de Arte Nipo-Brasileira, em São Paulo, em 1997.